# Paix et Liberté
Paix et Liberté est un mouvement anticommuniste français de la Quatrième République (1950-1956).

## Naissance
En réponse à l'appel de Stockholm et dans le contexte de la guerre froide et du début de la guerre de Corée, Jean-Paul David, député-maire radical de Mantes et secrétaire général du RGR, crée dès septembre 1950, l'organisation « Paix et Liberté », à laquelle il alloue un but : répondre à la propagande diffusée par le PCF auprès des Français. Cette propagande, décidée depuis Moscou, faisait de la paix un axe central de la propagande communiste internationale afin, note l'historien Bernard Ludwig de « diviser et immobiliser le monde non-communiste, pour instaurer, à terme, une pax sovietica ».
Au contraire, Paix et Liberté entendait mettre en avant à travers des affiches ironiques le caractère guerrier du bloc communiste, le « démasquer » et dénoncer le fait qu'il cachait cela derrière une propagande pacifiste mensongère instrumentalisant l'aspiration humaine à la paix. En ce sens, Paix et Liberté essayait de se réapproprier l'idéal pacifiste.
L'organisation a été voulue et financée en secret par René Pleven, ministre de la Défense nationale entre octobre 1949 et juin 1950, puis président du Conseil de juillet 1950 à février 1951, et elle a été soutenue par de nombreux hommes politiques et une partie du patronat, par l'intermédiaire d'une association des Amis de paix et Liberté, chargée de collecter des fonds,. Jean-Paul David s'appuie sur un comité de pilotage secret composé de représentants de l'État : des représentants du président du Conseil dont un sous-préfet chargé de la liaison permanente entre David et la présidence du Conseil, des ministères de l'Intérieur et de la Défense, du directeur de la Sûreté nationale, du préfet de police, le très anticommuniste Jean Baylot, du Service de documentation extérieure et de contre-espionnage (SCECE), d'entreprises publiques (EDF et SNCF).
L'organisation a son siège à Paris, au 37 rue Étienne-Marcel puis rapidement au 167, rue de l'Université. On y trouve le secrétariat général, un service de documentation, un service d'études, un service de diffusion de la propagande, un service de confection du périodique de Paix et Liberté et les services assurant la liaison avec la province et l'étranger. Elle emploie des salariés et des bénévoles, chargés de la pose des affiches et de la distribution des tracts. Quinze délégations régionales ont été mises en place,.

## Déclin
L'expérience déclina à partir de 1954, avec la mort de Staline et la fin de la guerre de Corée en 1953, d'autant que le mouvement est impliqué à tort ou à raison dans l'affaire des fuites. Il s'arrêta en France en 1956, en raison du dégel des relations internationales,. Mais aussi parce que l’arrivée de Pierre Mendès France au pouvoir cette année-là priva Paix et Liberté de moyens financiers issus des fonds secrets gouvernementaux, Jean-Paul David étant très hostile à la politique indochinoise menée par le nouveau président du Conseil.

## Réseau international
Cette organisation de propagande disposait d'un apport de fonds américains considérable,. « Paix et Liberté » était l'une des organisations de « l'appareil anti-communiste » en pleine expansion au cours de la Guerre froide. Elle entrait en effet dans le cadre d'une coopération transnationale qui s'appuyait sur les valeurs communes occidentales (notamment la liberté), opposées de manière binaire à celle du bloc de l'Est. Jean-Paul David se rend d’ailleurs aux États-Unis en janvier 1952, à l'invitation du National Committee to Free Europe, et rencontre plusieurs hauts responsables américains, dont le secrétaire d’État John Foster Dulles. Il rencontre dans ce pays en 1954 le vice-président Richard Nixon.
Un réseau d'associations anticommunistes Paix et Liberté se constitua en Europe à partir de 1950. Elles se regroupèrent dans le Comité européen Paix et Liberté, formé en Italie à San Remo le 30 août 1951 : en Allemagne de l'Ouest la Ligue populaire pour la paix et la liberté (Volksbund für Frieden und Freiheit ou VFF), apparue dès août 1950 et dirigée par Eberhard Taubert, ancien responsable de l'Antikomintern sous l'Allemagne nazie, en Italie Pace e Libertà, aux Pays-Bas Vrede in Vrijheid et en Belgique le comité Paix et Liberté,. Jean-Paul David anime le comité européen et des réunions ont lieu à Paris.
Ce Comité européen devient en 1956 le Comité international d’information et d’action sociale (CIAS). Jean-Paul David se retire de Paix et Liberté qui devient le Comité national d’information pour la démocratie française, dirigé par Pierre Rostini, ancien adjoint de David et membre du comité politique du CIAS. Cette dernière organisation est désormais dirigée par les chefs allemands de la VFF. Elle est liée à la fin des années 1960 à la Ligue anticommuniste mondiale (World Anti-Communist League/WACL).

## Propagande
« Paix et Liberté » publia, distribua et placarda des centaines de milliers d'affiches dans la France des années 1950. Reproduites sous forme de vignettes, elles dénonçaient le régime stalinien et la propagande communiste, mais visaient aussi le PCF et ses dirigeants, présentés comme des agents au service de l'URSS, tels Maurice Thorez ou Jacques Duclos. En cinq ans, Paix et Liberté publia au moins 170 affiches, dont 70 les 18 premiers mois. L'apogée est atteint en 1951, durant la campagne électorale des élections législatives, le rythme de création ne s’infléchissant nettement qu’en 1954, signe du déclin de l’organisation. Leur tirage est considérable, variant, selon le cas, de 100 000 à 300 000 exemplaires. Leur diffusion a contribué à un rééquilibrage face au grand nombre d'affiches communistes apposées sur les murs de France.
Jean-Paul David utilisa également la radio, dès 1950 : il tint une courte émission hebdomadaire, appelée Paix et Liberté et diffusée à l'origine chaque vendredi à la radio à 22 heures. L'émission est programmée à partir de mai 1951 à 20 h 30 après le journal. Elle dure quelques minutes : Jean-Paul David y dénonce le plus souvent la désinformation soviétique ou celle des journaux communistes français. Aucune autre organisation politique ne bénéficie alors d'une émission à la radio, qui est alors un monopole étatique. 
Paix et Liberté finança un film sorti en 1955, Crèvecœur, qui porte sur la guerre de Corée.
L'association diffusa également des tracts, des brochures et un périodique, Défendre la liberté, dirigé par Jean-Paul David et publié d'octobre 1951 à l'été 1956 à destination surtout des élus et des journalistes,.
Enfin, Paix et Liberté organisa des conférences en France, avec des orateurs comme Jean-Paul David ou Jean Braman-Fribourg, ancien militant du RPF.

### Affiches

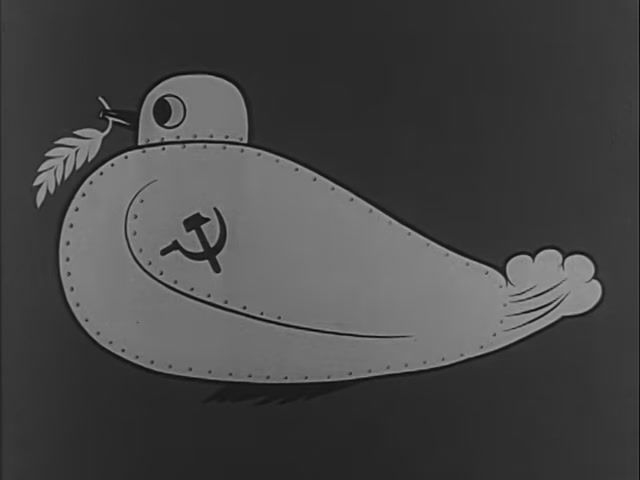
La colombe qui fait BOOM, extrait du film de propagande américain The Big Lie.

Paix et Liberté publie en 1950 « La colombe qui fait BOUM » (300 000 exemplaires), première d'une longue série (en moyenne 3 par mois entre 1951 et 1956). Elle parodiait l'affiche de Picasso (la  colombe de la paix) qu'Aragon avait choisie pour le Congrès mondial des partisans de la paix qui se tint à Paris en avril 1949. Sur cette image, la colombe devenait un char soviétique,.
En référence à l'appel de Stockholm est réalisée l'affiche « La pelle de Stockholm », qui creuse la tombe des pays d'Europe de l'Est.
Une autre fameuse affiche intitulée « Jojo la colombe » représentait Joseph Staline au coin d'une rue, brandissant un panneau « Paix » et une colombe en laisse, tenant dans l'autre main un fléau d'armes.
Paix et Liberté a utilisé le talent et les convictions anticommunistes de caricaturistes comme Sennep (affiche « La vie exemplaire du petit Jacques Duclos »). 
Plus constructives, d'autres affiches mettaient en avant l'idéal d'une Europe unie, forte et prospère. Elles visaient à défendre le projet d'une construction européenne qui se ferait contre le bolchevisme.